# Christine de Lorraine
Christine de Lorraine (née le 16 août 1565 à Nancy et morte le 19 décembre 1637 à Florence) est la fille aînée de Charles III, duc de Lorraine et de Bar, et de Claude de France. Elle est l'épouse de Ferdinand Ier de Médicis.

## Biographie
Seconde enfant et première fille du couple ducal, elle reçoit le prénom de sa grand-mère paternelle Christine de Danemark, régente des duchés de 1545 à 1552.
À la mort de sa mère, Christine a dix ans. Elle est alors élevée par sa grand-mère Catherine de Médicis qui s'attache fort à elle et la considère comme sa fille. Christine vit donc à la cour des Valois de France, dans l'hôtel de la reine à Paris. Malgré un visage disgracieux, ses nobles prétendants sont nombreux. Catherine de Médicis opte pour un sien cousin Médicis Ferdinand Ier, grand-duc de Toscane. Le départ de Christine pour Florence en 1589 se déroule pendant des jours sombres. Outre la guerre et la Ligue, Catherine de Médicis meurt peu de temps avant le grand départ. Christine hérite de tous ses biens meubles, tapisseries et œuvres d'art. 
Christine de Lorraine fait son entrée à Florence à la cour ducale le 2 mai 1589, pour célébrer son mariage avec Ferdinand, ce qui est l'occasion de festivités somptueuses. Comme un théâtre permanent, le theatro mediceo est installé au palais des offices avec des machines sophistiquées, des célébrations théâtrales intitulées en son honneur La Pellegrina sont organisées par Bernardo Buontalenti le jour même, entrecoupées de six intermèdes ou intermezzi. Le spectacle nécessite 286 costumes, sans compter les masques réalisés par Giulio Parigi avec l'aide de son père Alfonso Parigi. La musique thématique est sous la responsabilité du Giovanni de Bardi, qui est associé aux autres musiciens Luca Marenzio, Giulio Caccini et Jacopo Peri.  
Veuve en 1609, elle perd son fils en 1621 et se consacre avec sa belle-fille, l'archiduchesse Marie-Madeleine, à l'éducation de ses petits-enfants et au gouvernement de la Toscane. Elle est parfois également présentée, par ses échanges épistolaires, comme un soutien du mathématicien et physicien  Galilée, de même Jacques Callot aurait été son protégé durant son séjour à Florence.
En 1615, Galilée lui adresse sa Lettre à la grande-duchesse Christine, qui fait suite à une discussion impromptue engagée par la duchesse Christine de Lorraine à la table des Médicis, en décembre 1613, concernant les rapports entre le système de Copernic et les Saintes Écritures. N'ayant pas assisté à la discussion, Galilée s'en était fait donner un compte-rendu par son ancien élève Benedetto Castelli ; Galilée saisit alors l'occasion de donner son opinion sur le sujet.

## Famille et descendance
Christine de Lorraine et Ferdinand Ier de Médicis ont huit enfants :
- Cosme II (1590 † 1621), grand-duc de Toscane, marié en 1609 à Marie-Madeleine d'Autriche ,
- Éléonore (1591 † 1617),
- Catherine (1593 † 1629), mariée en 1617 à Ferdinand de Gonzague (1587 † 1626), duc de Mantoue,
- François (1594 † 1614), prince de Capistrano,
- Charles (1595 † 1666), cardinal, évêque d'Ostie,
- Philippe (1598 † 1662),
- Marie-Madeleine (1600 † 1633),
- Claude (1604 † 1648), mariée en 1621 à Frédéric Ubaldo della Rovere (1605 † 1623), puis en 1626 à Léopold V d'Autriche (1586 † 1632), comte de Tyrol.

En 1606, à l'occasion de la naissance de Christine de France, seconde fille du roi Henri IV et de la reine Marie de Médicis, elle est choisie par le couple royal pour être la marraine de la jeune princesse, à laquelle elle donne son prénom. Le père de la grande-duchesse, le duc Charles III de Lorraine est quant à lui choisi comme parrain.

## Ascendance

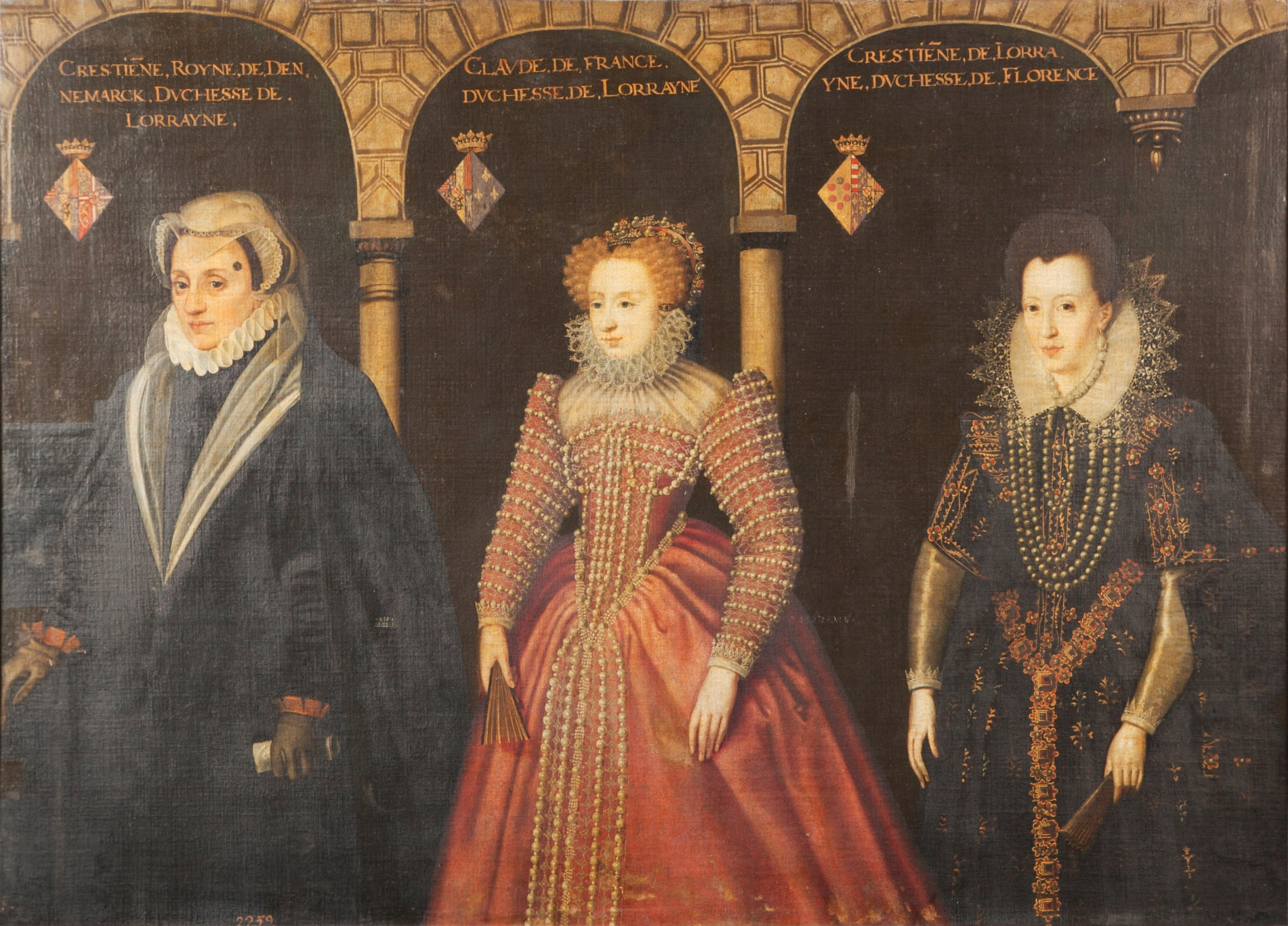
Christine de Lorraine (d.) au côté de Christine du Danemark et Claude de France.